# Округ Самнер (Канзас)
Округ Самнер (енгл. Sumner County) је округ у америчкој савезној држави Канзас. По попису из 2010. године број становника је 24.132. Седиште округа је град Велингтон.

## Демографија
Према попису становништва из 2010. у округу је живело 24.132 становника, што је 1.814 (7,0%) становника мање него 2000. године.
| Група             | 2000.          | 2010.          |
| Белци             | 24.067 (92,8%) | 22.044 (91,3%) |
| Афроамериканци    | 183 (0,7%)     | 230 (1,0%)     |
| Азијати           | 57 (0,2%)      | 56 (0,2%)      |
| Хиспаноамериканци | 929 (3,6%)     | 1.097 (4,5%)   |
| Укупно            | 25.946         | 24.132         |